# Nukulau
Nukulau Island är en ö i Fiji.   Den ligger i divisionen Centrala divisionen, i den östra delen av landet, 9 km sydost om huvudstaden Suva.